# Evidence Action
A Evidence Action é uma organização americana sem fins lucrativos fundada em 2013 que dimensiona intervenções de desenvolvimento com custo-eficácia com evidências rigorosas que apoiam a sua eficácia. A organização opera quatro programas principais: a Deworm the World Initiative, Safe Water Now, Equal Vitamin Access e Syphilis-Free Start. Também opera um programa Accelerator, através do qual as novas intervenções de desenvolvimento são selecionadas e dimensionadas de acordo com a eficácia. A Vox Media descreveu a Evidence Action como tendo uma "abordagem de capital de risco para o trabalho de desenvolvimento".
A Evidence Action tem sido frequentemente classificada como uma das instituições de caridade mais eficazes do mundo, expandindo programas na saúde global cuja relação custo-eficácia é apoiada por ensaios clínicos aleatorizados. A organização de caridade é guiada pelos princípios do altruísmo eficaz, em particular pela noção de que a doação de caridade deve ser orientada para as causas que fazem mais bem no mundo. Em 2022, a receita da organização foi de 127 milhões de dólares (US$).

## História
A Evidence Action foi fundada em 2013 como a organização-mãe da Deworm the World Initiative, uma campanha internacional de desparasitação cofundada pelos economistas Kristin Forbes, Michael Kremer, Esther Duflo e Rachel Glennerster. Em 2004, Kremer e o co-autor Edward Miguel publicaram uma avaliação de impacto de uma campanha de desparasitação escolar no Quénia, mostrando que o programa aumentou as taxas de frequência escolar em 25% e melhorou a saúde geral. Kremer e Esther Duflo apresentaram os resultados desta e de outras investigações no Fórum Económico Mundial em 2007, fundando a Iniciativa Deworm the World como uma organização independente para ampliar os programas de desparasitação nas escolas. De 2010 a 2014, o Deworm the World foi incubada pela Innovations for Poverty Action, uma organização sem fins lucrativos de investigação e políticas que defende o uso de avaliações de impacto rigorosas no desenvolvimento internacional.
Em 2013, a Evidence Action foi fundada para gerir a Deworm the World. Alix Zwane, o primeiro diretor executivo da Evidence Action, articulou o mandato da organização como sendo baseado na "lacuna entre o que a investigação mostra ser eficaz no desenvolvimento global e o que é implementado na prática". A organização é agora dirigida por Kanika Bahl, ex-vice-presidente executiva da Clinton Health Access Initiative. De 2013 a 2022, a Evidence Action foi classificada como uma instituição de caridade de topo pela GiveWell, considerada uma das melhores internacionalmente em termos de impacto social por dólar gasto.
Muitos empresários, jornalistas e figuras proeminentes no movimento do altruísmo eficaz doaram ou defenderam a doação para a Evidence Action, incluindo Peter Singer, Ezra Klein, Nicholas Kristof, Dylan Matthews, Dustin Moskovitz, e Cari Tuna.

## Programas
A Evidence Action opera quatro programas distintos: Deworm the World, Safe Water Now, Equal Vitamin Access e Syphilis-Free Start.  Os dois primeiros foram incubados pela Innovations for Poverty Action e são implementados em grande escala. Os dois últimos foram lançados através do programa Accelerator da Evidence Action, através do qual intervenções promissoras são testadas e dimensionadas em função do desempenho.

### Deworm the World
O programa principal da Evidence Action é o Deworm the World, um programa de desparasitação escolar ativo no Quénia, Índia, Etiópia, Nigéria e Vietname. A Iniciativa Deworm the World foi fundada em 2007, em resposta a uma avaliação experimental de uma campanha de desparasitação escolar em Busia, Quénia. Após concluir o seu curso universitário na Universidade de Harvard, Michael Kremer trabalhou por um ano como professor no distrito de Kakamega, no Quénia. Kremer retornou à área com Rachel Glennerster, a sua esposa, após concluir o seu doutoramento, e soube do plano de um amigo local de implementar um programa de desparasitação nas escolas próximas. Interessado nos efeitos do programa, Kremer organizou um ensaio clínico aleatorizado, implementando tratamentos em 1998. Em 2004, Kremer e Edward Miguel, o seu aluno de doutoramento, publicaram os resultados da avaliação na Econometrica.
Os resultados do estudo indicaram que a desparasitação é um meio rentável de melhorar os resultados em matéria de saúde e educação, aumentando as taxas de frequência escolar em 25%. Os efeitos do tratamento do estudo sugeriram que por cada 100 dólares gastos na desparasitação, os estudantes ganhariam coletivamente mais 13,9 anos de escolaridade. Os resultados da experiência foram apresentados por Kremer e Esther Duflo no Fórum Económico Mundial em 2007, inspirando a criação da Iniciativa Deworm the World, uma campanha internacional de desparasitação incubada pela Innovations for Poverty Action. Em 2009, a Deworm the World começou a trabalhar com o governo queniano para formar professores e outros funcionários escolares para administrar tratamentos de desparasitação oral aos alunos. Em 2012, foi lançada uma implementação em grande escala, com tratamentos administrados numa série de “dias de desparasitação” em todo o país. Uma campanha semelhante foi lançada na Índia, onde a Deworm the World apoiou estudos preliminares sobre a incidência de vermes em vários estados indianos e ajudou a levar o tratamento a mais de 17 milhões de crianças no estado de Bihar. Em 2013, a Evidence Action foi fundada para gerir e expandir a Iniciativa Deworm the World.

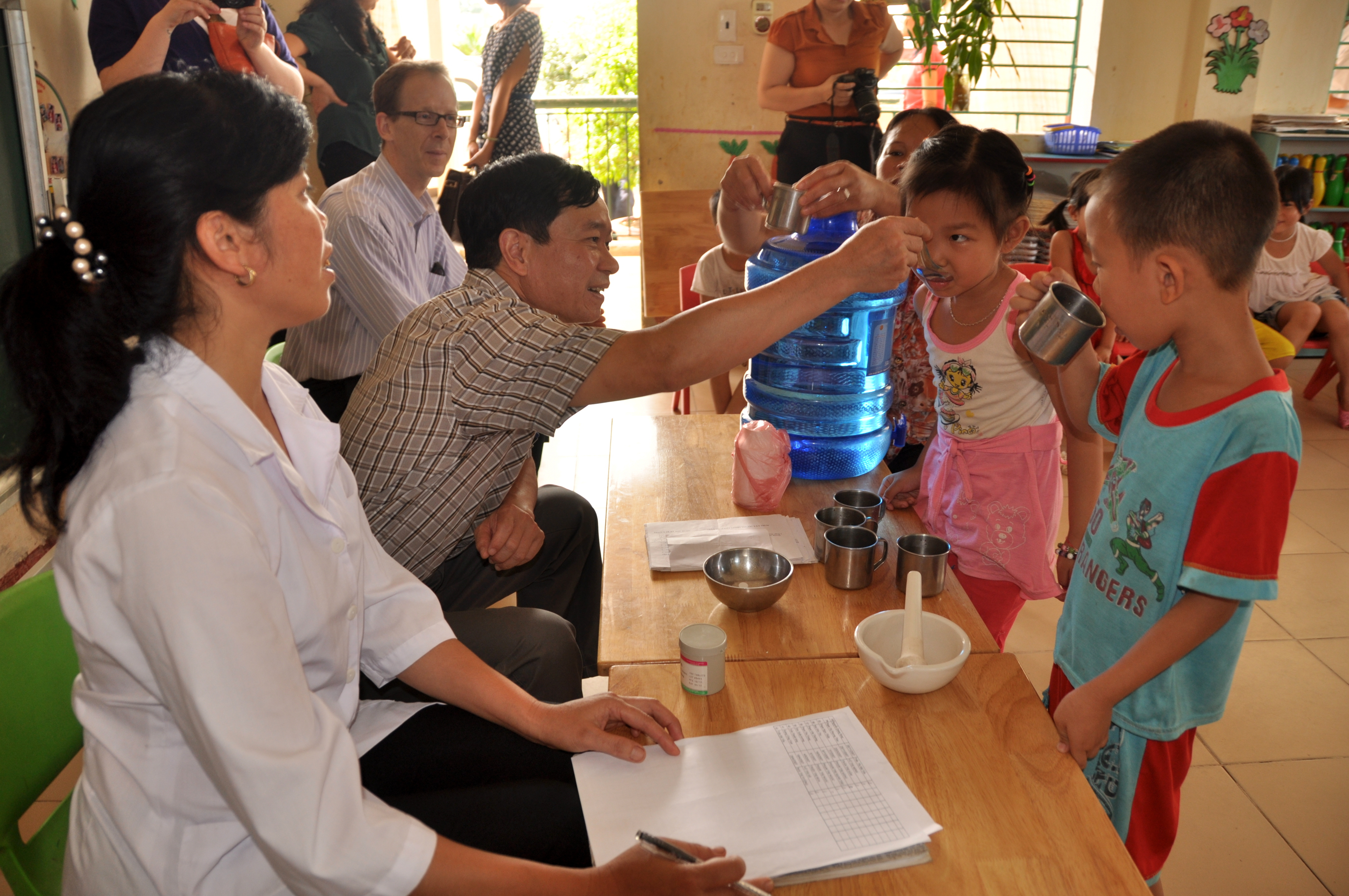
USAID entrega medicamentos anti-vermes a crianças em idade escolar no Vietname.